# Корчелово
Корче́лово — деревня в Кувшиновском районе Тверской области России. Относится к Сокольническому сельскому поселению.
Находится на Валдайской возвышенности к юго-западу от Кувшиново, в 10 км от посёлка Сокольники, на правом берегу реки Ворчала. Со всех сторон окружена лесами.
Население по переписи 2002 года — 5 человек, 2 мужчины, 3 женщины.

## История
Во второй половине XIX — начале XX века деревня Корчелово входила в Тысяцкую волость Новоторжского уезда Тверской губернии. В 1884 году — 11 дворов, 68 жителей
В 1940 году Корчелово в составе Брылевского сельсовета Каменского района Калининской области.
В 1997 году — 5 хозяйств, 9 жителей.